# بورچارد (نبراسکا)
بورچارد(به انگلیسی: Burchard) شهری در ایالت نبراسکا کشور ایالات متحده آمریکا است که جمعیت آن در سرشماری سال ۲۰۱۰ میلادی، ۸۲ نفر بوده‌است.